# Sint-Joriskapel (Hegelsom)

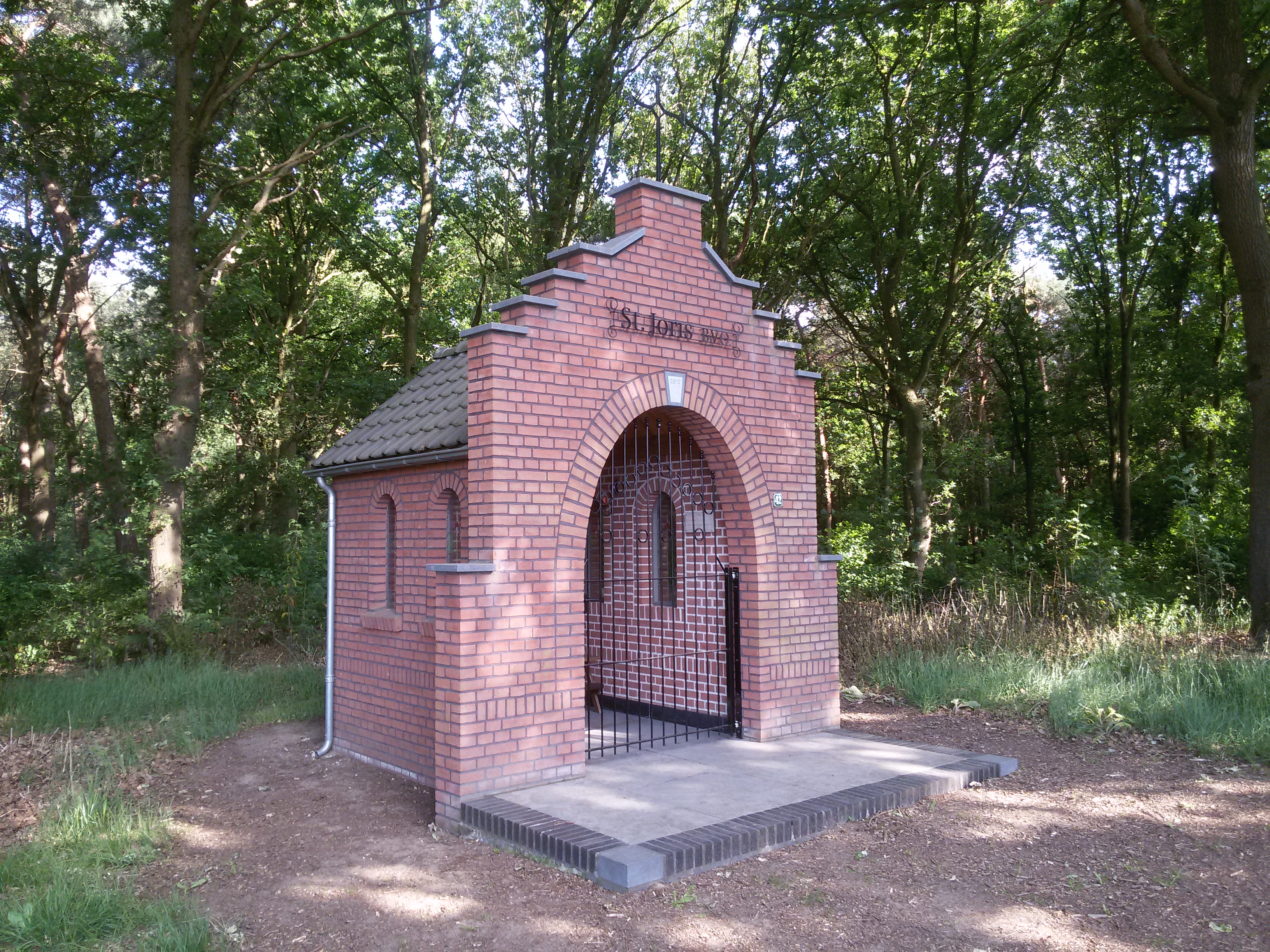
De Sint-Joriskapel

De Sint-Joriskapel is een kapel in Hegelsom in de Nederlands Noord-Limburgse gemeente Horst aan de Maas. De kapel staat ten zuidoosten van het dorp aan de kruising van de Sint Jorisweg en de Hamweg aan de rand van het bosgebied Reulsberg.
De kapel is gewijd aan Joris van Cappadocië.

## Geschiedenis
In het nabijgelegen natuurgebied organiseerden diverse scoutinggroepen uit de omgeving hun activiteiten, waaronder de scoutinggroep uit Hegelsom. In Hegelsom werd de heer Geusgens tot pastoor benoemd en hij was tevens de aalmoezenier bij scouting Noord-Limburg. Als geschenk voor zijn benoeming bouwden de scoutinggroepen een kapel. Op 28 september 1952 werd de kapel door pastoor Geusgens ingezegend.
In de jaren 1960 werd de kapel minder vaak bezocht en werd ze een hangplek, waardoor de kapel bouwvallig werd. In het midden van de jaren 1960 werd de kapel daarom afgebroken.
In 2012 werd de kapel op initiatief van de herbouwd stichting Heemkunde door leerlingen van het Bouwopleidingscentrum Horst. Op 30 september 2012 werd de kapel ingezegend.

## Bouwwerk
De bakstenen kapel is opgetrokken op een rechthoekig plattegrond en wordt gedekt door een zadeldak met dakpannen. In de zijgevels zijn elk twee rondboogvensters met glas-in-lood aangebracht. De frontgevel is een trapgevel en hoog in de gevel is in zwarte metalen letters de tekst St. Joris B.V.O. aangebracht (BVO = bid voor ons). De frontgevel bevat verder de rondbogige toegang die voorzien is van een grijze sluitsteen en afgesloten wordt door een metalen hek.
Van binnen is de kapel uitgevoerd in baksteen en in de achterwand is een rondboogvormige nis aangebracht met grijze achtergrond. In de nis staat een beeld van de heilige Joris.